# Hypotrachyna tariensis
Hypotrachyna tariensis är en lavart som beskrevs av Elix. Hypotrachyna tariensis ingår i släktet Hypotrachyna och familjen Parmeliaceae.   Inga underarter finns listade i Catalogue of Life.